# Герстенберг, Иоганн Даниэль
Иоганн Даниэль (Иван Данилович) Герстенберг (нем. Johann Daniel Gerstenberg; 1758—1841) — учредитель и владелец одной из первых музыкально-издательских фирм в городе Санкт-Петербурге.

## Биография
Иоганн Даниэль Герстенберг родился 26 марта 1758 года в городе Готе; образование получил на юрфаке Лейпцигского университета.
В 1787—1788 гг. в Лейпциге были изданы композиции Герстенберга (3 сонаты и 12 песен). Около 1790 года он поселился в Петербурге, где открыл сначала книжный магазин, а в 1792 году — музыкальный.
В 1793 году И. Д Герстенберг ездил за границу чтобы завязать более прочные торговые сношения с Европой. В 1794—96 гг. его фирма носила название «И. Д. Герстенберг с товарищи» (также — «И. Д. Герстенберг и К°»), в 1796—99 гг. — «Герстенберг и Дитмар», а в конце 1799 или начале 1800 года перешла к одному Ф. А. Дитмару. Герстенберг в это время уехал из России и вскоре открыл в музыкальную торговлю в родном городе.
Согласно «РБСП», Иоганн Даниэль Герстенберг «явился первым предприимчивым музыкальным издателем в России». Он завязал сношения даже с Москвой и принимал заказы на нотопечатание из провинции (см. его объявление в «Московских ведомостях» 1797 году). Фирма издала немало произведений Гесслера, Козловского, Хандошкина и др.; ей принадлежит и первое русское издание с текстом «Волшебной флейты» Вольфганга Амадея Моцарта.
Помимо отдельных нотных изданий, фирмой Герстенберга издавались следующие журналы:
- «Санкт-Петербургские врачебные ведомости» (1792—94);
- «Санкт-Петербургский магазин для клавикордов или пианофорте, посвященный любителям сего инструмента» (1794);
- «Магазин для распространения общеполезных знаний и изобретений, с присовокуплением модного журнала… и музык. нот» (1795);
- «Музыкальный журнал Италианского Санкт-Петербургского театра» (1795), затем перешедший в «Journal d’Airs et Duos Favoris des Opéras Francois et Italiens» (1798)[3].

Кроме того фирма Герстенберга издала первый русский музыкальный календарь-альманах: «Карманная книга для любителей музыки» — на 1795 и 1796 годы.
Иоганн Даниэль Герстенберг умер в 7 декабря 1841 года в Хильдесхайме.